# 橋本朱未
橋本 朱未（はしもと あけみ、1994年8月22日 - ）は、秋田県出身の、日本の柔道選手。階級は78kg超級。身長180cm。体重100kg。血液型はO型。組み手は右組み。得意技は内股。

## 経歴
柔道は9歳の時に始めた。
小学校5年の時に全国小学生学年別柔道大会40㎏超級の決勝で東京都の吉田佳央理に敗れた。6年の時には45㎏超級で3位だった。能代南中学1年の時には全国中学校柔道大会70kg超級で5位になった。その後、東京の淑徳中学へ転向すると、2年の時に全国中学校柔道大会の2回戦で敗れるも、3年の時には優勝した。団体戦では決勝の相原中学戦で63㎏級の田代未来と引き分けるも、チームは敗れて2位だった。
淑徳高校へ進むと、田代とチームメイトになった。1年の時には金鷲旗で田代や2年先輩の太田晴奈などとともに活躍して優勝すると、インターハイの団体戦でも優勝した。個人戦の78㎏超級では決勝で新田高校3年の井上愛美に大外刈で敗れて2位だった。2年の時には金鷲旗の準決勝で敬愛高校と対戦して57㎏級の芳田司と引き分けると、その後田代が敗れて3位にとどまった。インターハイの団体戦では金鷲旗でケガをした田代が出場していなかったものの3位になった。全日本ジュニアでは3位、高校選手権の78㎏超級では優勝した。3年の時にはインターハイ東京予選で、個人戦団体戦ともに渋谷教育学園渋谷中学高校1年の朝比奈沙羅に敗れて出場できなかった。全日本ジュニアでも決勝で朝比奈に敗れると、講道館杯の準決勝でも朝比奈に敗れるなどして5位にとどまった。一方で、アジアジュニアで優勝すると、ワールドカップ・チェジュでは3位になった。
2013年には淑徳大学へ進学すると、2年の時に全日本選手権の3回戦で三井住友海上の70㎏級の選手である新井千鶴に有効で敗れた。4年の時に体重別団体で3位になった。
2017年にコマツ所属になると、実業個人選手権決勝で三井住友海上の稲森奈見に敗れて2位だった。2018年の大会では3位だったが、2019年の大会では決勝でリオデジャネイロオリンピック銅メダリストであるミキハウスの山部佳苗に反則勝ちして優勝を飾った。2020年の講道館杯では決勝まで進むも、同僚の冨田若春に反則負けして2位だった。12月に延期された全日本選手権では準決勝で夙川高校3年の桑形萌花を内股で破るも、決勝では同僚の冨田若春に抑え込みのチャンスを2分も凌がれるなど14分56秒もの戦いの末に反則負けして2位だった。2021年12月の全日本選手権では準決勝で東海大学3年の児玉ひかるに反則負けして3位だった。2022年4月の全日本選手権では準々決勝で会社の6年後輩である63㎏級の結城彩乃を技ありで破ると、準決勝では朝比奈に反則勝ちした。決勝では2年前と同じく冨田と対戦するも、反則負けを喫して2位だった。2023年3月からは吉川工業に所属が変わった。4月の全日本選手権では初戦で敗れた。8月の実業個人選手権では優勝した。11月の講道館杯では3位だった。

## 戦績
- 2005年 - 全国小学生学年別柔道大会 2位（40kg超級）
- 2006年 - 全国小学生学年別柔道大会 3位（45kg超級）
- 2007年 - 全国中学校柔道大会 5位（70kg超級）
- 2009年 - 全国中学校柔道大会 優勝（70kg超級）　団体戦　2位
- 2010年 - チューリンゲンカデ国際　2位
- 2010年 - 金鷲旗　優勝
- 2010年 - インターハイ 個人戦 2位（78kg超級） 団体戦 優勝
- 2011年 - 金鷲旗 3位
- 2011年 - インターハイ 団体戦 3位
- 2011年 - 全日本ジュニア 3位
- 2012年 - 高校選手権 優勝（無差別）
- 2012年 - 全日本ジュニア 2位
- 2012年 - アジアジュニア 優勝
- 2012年 - 講道館杯 5位
- 2012年 - ワールドカップ・チェジュ 3位
- 2013年 - ヨーロッパオープン・ソフィア 5位
- 2013年 - ロシアジュニア国際 2位
- 2014年 - ポーランドジュニア国際 3位
- 2016年 - 優勝大会 3位
- 2016年 - 学生体重別 5位
- 2016年 - 体重別団体 3位
- 2017年 - 実業個人選手権 2位
- 2018年 - 実業個人選手権 3位
- 2019年 - 実業個人選手権 優勝
- 2020年 - 講道館杯 2位
- 2020年 - 全日本選手権 2位
- 2021年 - 全日本選手権 3位
- 2022年 - 全日本選手権 2位
- 2022年 - 実業団体 2位
- 2023年 - 実業個人選手権 優勝
- 2023年 - 講道館杯 3位

(出典、JudoInside.com)